# Costeremus barbatus
Costeremus barbatus är en kvalsterart som beskrevs av Choi 1997. Costeremus barbatus ingår i släktet Costeremus och familjen Hungarobelbidae. Inga underarter finns listade i Catalogue of Life.